# 수원 FC U-15

수원 FC U-15은 수원 FC의 15세 이하 유스팀으로 수원 FC의 U-18 팀이 만들어진 후 2년 뒤에 만들어졌으며 U-18팀과 마찬가지로 학교와의 협약 없이 구단에서 운영하는 유소년 클럽 형태이다.

## 같이 보기
- 수원 FC
- 수원 FC U-18
- 수원 FC U-12